# Campionat d'Alemanya de ciclisme en ruta

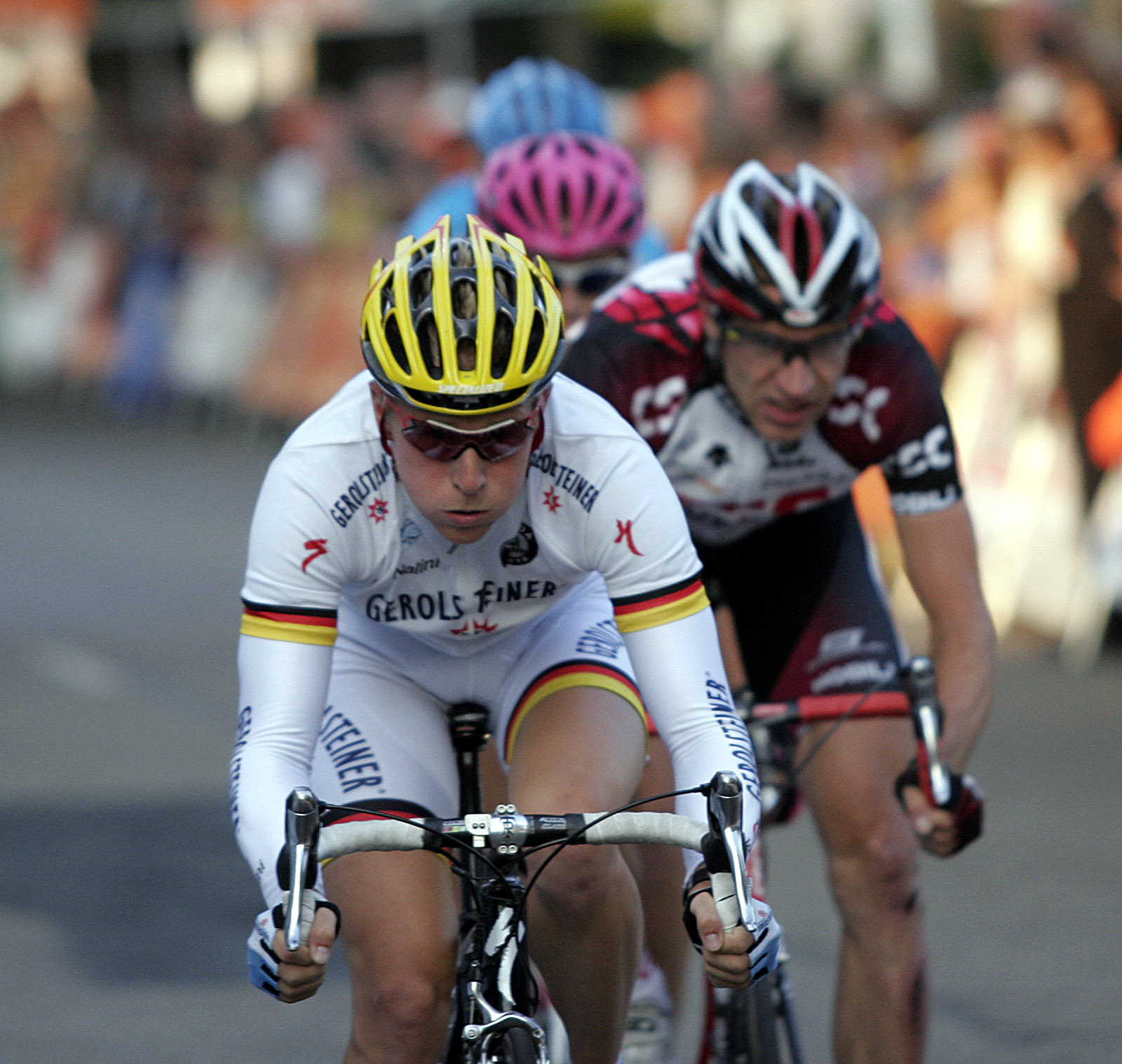
Fabian Wegmann campió d'Alemanya el 2007 i 2008.

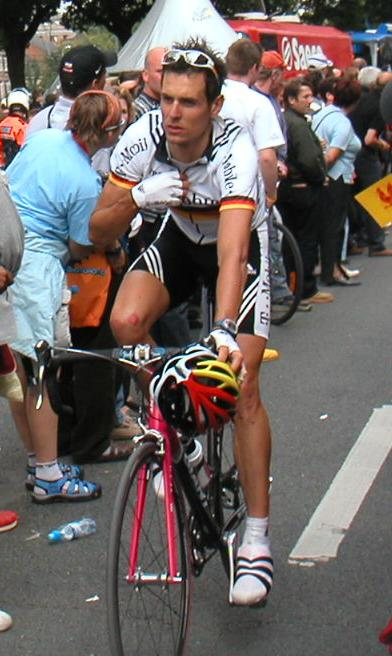
Andreas Klöden portant el mallot de campió d'Alemanya (2004).

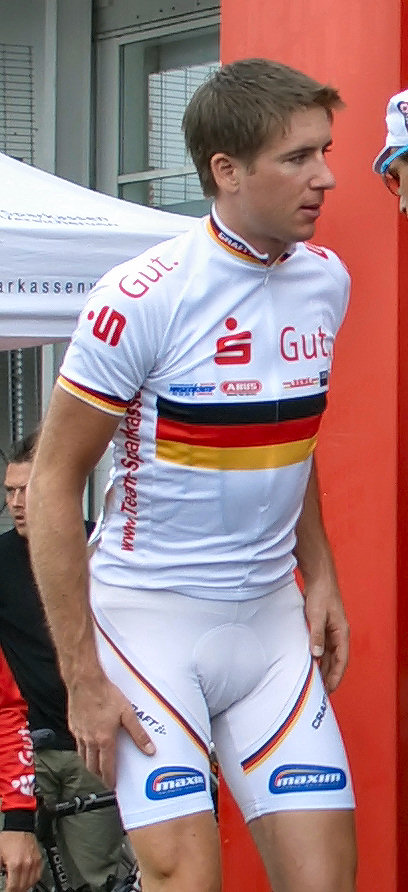
Dirk Müller portant el mallot de campió d'Alemanya (2006).

El Campionat d'Alemanya de ciclisme en ruta és una competició ciclista que serveix per a determinar el Campió d'Alemanya de l'especialitat. La primera edició es disputà el 1910. El títol s'atorga al vencedor d'una única carrera. El vencedor obté el dret a portar un mallot amb els colors de la bandera alemanya fins al Campionat de l'any següent en qualsevol prova en ruta.
El campionat no es va disputar el 1911, 1912, de 1914 a 1918, 1926, de 1929 a 1933 i de 1942 a 1945, per problemes polítics, mentre que en les edicions de 1928, 1934, 1936 a 1941, 1949 i 1950 fou la suma de punts obtinguts en diverses proves. El 1949 i 1950 es va fer un campionat conjunt amb la RDA.

## Palmarès masculí
| Any  | Primer                | Segon                | Tercer                 |
| 1910 | Karl Wittig           | Arno Ritter          | Gustav Schonweiss      |
| 1913 | Ernst Franz           | Erich Aberger        | Fritz Bauer            |
| 1919 | Richard Golle         | Paul Koch            | Wilhelm Franke         |
| 1920 | Paul Koch             | Adolf Huschke        | Felix Manthey          |
| 1921 | Adolf Huschke         | Paul Kohl            | Fritz Fischer          |
| 1922 | Richard Huschke       | Adolf Huschke        | Jean Steingass         |
| 1923 | Richard Golle         | Erich Aberger        | Paul Kohl              |
| 1924 | Paul Kohl             | Karl Pfister         | Gustav Nagel           |
| 1925 | Richard Huschke       | Paul Kroll           | Paul Kohl              |
| 1928 | Felix Manthey         | Herbert Nebe         | Bruno Wolke            |
| 1934 | Kurt Stoepel          | Ludwig Geyer         | Anton Hodey            |
| 1935 | Bruno Roth            | Oskar Thierbach      | Georg Stach            |
| 1936 | Georg Umbenhauer      | Erich Bautz          | Emil Kijewski          |
| 1937 | Erich Bautz           | Emil Kijewski        | Hermann Buse           |
| 1938 | Jupp Arents           | Bruno Roth           | Fritz Scheller         |
| 1939 | Walter Loeber         | Paul Langhoff        | Albert Plappert        |
| 1940 | Georg Stach           | Herbert Gerber       | Fritz Scheller         |
| 1941 | Erich Bautz           | Karl Weimer          | Herbert Hackebeil      |
| 1946 | Karl Kittsteiner      | Sepp Berger          | Ludwig Hoermann        |
| 1947 | Georg Voggenreiter    | Karl Singer          | Otto Ziege             |
| 1948 | Otto Schenk           | Heinrich Schwarzer   | Georg Voggenreiter     |
| 1949 | Otto Ziege            | Erich Bautz          | Gunther Pankoke        |
| 1950 | Erich Bautz           | Hubert Schwarzenberg | Ludwig Hoermann        |
| 1951 | Ludwig Hoermann       | Heinrich Schwarzer   | Gunther Bintner        |
| 1952 | Ludwig Hoermann       | Karl Weimer          | Heinrich Schwarzer     |
| 1953 | Heinz Muller          | Hans Preiskeit       | Matthias Pfannenmuller |
| 1954 | Hermann Schild        | Gunther Pankoke      | Hubert Schwarzenberg   |
| 1955 | Hans Preiskeit        | Hans Junkermann      | Hermann Schild         |
| 1956 | Valentin Petry        | Horst Backat         | Heinz Muller           |
| 1957 | Franz Reitz           | Horst Tuller         | Karl-Heinz Kramer      |
| 1958 | Klaus Bugdahl         | Hans Junkermann      | Franz Reitz            |
| 1959 | Hans Junkermann       | Franz Reitz          | Gunther Debusmann      |
| 1960 | Hans Junkermann       | Horst Tuller         | Lothar Friedrich       |
| 1961 | Hans Junkermann       | Dieter Puschel       | Ludwig Troche          |
| 1962 | Dieter Puschel        | Rudi Altig           | Horst Oldenburg        |
| 1963 | Sigi Renz             | Rolf Wolfshohl       | Horst Oldenburg        |
| 1964 | Rudi Altig            | Winfried Boelke      | Hans Junkermann        |
| 1965 | Winfried Boelke       | Peter Glemser        | Hans Junkermann        |
| 1966 | Winfried Boelke       | Wolfgang Schulze     | Wilfried Peffgen       |
| 1967 | Winfried Boelke       | Herbert Wilde        | Hans Junkermann        |
| 1968 | Rolf Wolfshohl        | Winfried Boelke      | Hans Junkermann        |
| 1969 | Peter Glemser         | Wilfried Peffgen     | Ernst Streng           |
| 1970 | Rudi Altig            | Peter Glemser        | Winfried Boelke        |
| 1971 | Jurgen Tschan         | Dieter Puschel       | Dieter Kemper          |
| 1972 | Wilfried Peffgen      | Karl-Heinz Muddemann | Klaus Bugdahl          |
| 1974 | Gunther Haritz        | Karl-Heinz Kuster    | Wolfgang Schulze       |
| 1975 | Dietrich Thurau       | Gunther Haritz       | Dieter Puschel         |
| 1976 | Dietrich Thurau       | Jürgen Tschan        | Gunther Haritz         |
| 1977 | Jurgen Kraft          | Hans Hindelang       | Jürgen Tschan          |
| 1978 | Gregor Braun          | Klaus-Peter Thaler   | Hans-Peter Jakst       |
| 1979 | Hans-Peter Jakst      | Gunther Haritz       | Horst Maier            |
| 1980 | Gregor Braun          | Klaus Peter Thaler   | Dietrich Thurau        |
| 1981 | Hans Neumayer         | Hans-Peter Jakst     | Hans Hindelang         |
| 1982 | Hans Neumayer         | Uwe Bolten           | Stefan Schropfer       |
| 1983 | Gregor Braun          | Raimund Dietzen      | Uwe Bolten             |
| 1984 | Reimund Dietzen       | Uwe Bolten           | Gotz Heine             |
| 1985 | Rolf Gölz             | Gregor Braun         | Peter Hilse            |
| 1986 | Raimund Dietzen       | Peter Hilse          | Stefan Schropfer       |
| 1987 | Peter Hilse           | Volker Diehl         | Andreas Kappes         |
| 1988 | Harmut Bolts          | Andreas Kappes       | -                      |
| 1989 | Dariusz Kajzer        | Peter Hilse          | Peter Gansler          |
| 1990 | Udo Bölts             | Olaf Ludwig          | Dariusz Kajzer         |
| 1991 | Falk Boden            | Kai Hundertmarck     | Mario Kummer           |
| 1992 | Heinrich Trumheller   | Rolf Aldag           | Kai Hundertmarck       |
| 1993 | Bernd Grone           | Jens Heppner         | Udo Bölts              |
| 1994 | Jens Heppner          | Christian Henn       | Andreas Kappes         |
| 1995 | Udo Bölts             | Jens Heppner         | Rolf Aldag             |
| 1996 | Christian Henn        | Jan Ullrich          | Udo Bölts              |
| 1997 | Jan Ullrich           | Rolf Aldag           | Erik Zabel             |
| 1998 | Erik Zabel            | Jan Ullrich          | Jörg Jaksche           |
| 1999 | Udo Bölts             | Kai Hundertmarck     | Erik Zabel             |
| 2000 | Rolf Aldag            | Steffen Wesemann     | Udo Bölts              |
| 2001 | Jan Ullrich           | Erik Zabel           | Christian Wegmann      |
| 2002 | Danilo Hondo          | Uwe Peschel          | Erik Zabel             |
| 2003 | Erik Zabel            | Patrik Sinkewitz     | Fabian Wegmann         |
| 2004 | Andreas Klöden        | Stefan Schumacher    | Fabian Wegmann         |
| 2005 | Gerald Ciolek         | Robert Förster       | Erik Zabel             |
| 2006 | Dirk Müller           | Matthias Kessler     | Jens Voigt             |
| 2007 | Fabian Wegmann        | Patrik Sinkewitz     | Christian Knees        |
| 2008 | Fabian Wegmann        | Erik Zabel           | Gerald Ciolek          |
| 2009 | Martin Reimer         | Dominik Klemme       | Roger Kluge            |
| 2010 | Christian Knees       | Steffen Radochla     | Andreas Schillinger    |
| 2011 | Robert Wagner         | Gerald Ciolek        | John Degenkolb         |
| 2012 | Fabian Wegmann        | Linus Gerdemann      | Julian Kern            |
| 2013 | André Greipel         | Gerald Ciolek        | John Degenkolb         |
| 2014 | André Greipel         | John Degenkolb       | Phil Bauhaus           |
| 2015 | Emanuel Buchmann      | Nikias Arndt         | Marcus Burghardt       |
| 2016 | André Greipel         | Max Walscheid        | Marcel Kittel          |
| 2017 | Marcus Burghardt      | Emanuel Buchmann     | John Degenkolb         |
| 2018 | Pascal Ackermann      | John Degenkolb       | Max Walscheid          |
| 2019 | Maximilian Schachmann | Marcus Burghardt     | Andreas Schillinger    |
| 2020 | Marcel Meisen         | Pascal Ackermann     | Alexander Krieger      |
| 2021 | Maximilian Schachmann | Jonas Koch           | Georg Zimmermann       |
| 2022 | Nils Politt           | Nikias Arndt         | Simon Geschke          |
| 2023 | Emanuel Buchmann      | Nico Denz            | Maximilian Schachmann  |
| 2024 | Marco Brenner         | Florian Lipowitz     | Kim Heiduk             |
| 2025 | Georg Zimmermann      | Felix Engelhardt     | Anton Schiffer         |

### Palmarès sub-23
| Any  | Primer             | Segon               | Tercer              |
| 2003 | Christian Müller   | Heinrich Haussler   | Matthias Ruß        |
| 2004 | Linus Gerdemann    | Marcel Sieberg      | Carlo Westphal      |
| 2005 | Sebastian Schwager | Alexander Gottfried | Robert Bengsch      |
| 2007 | Domenik Klemme     | Christian Kux       | Simon Geschke       |
| 2009 | Dominik Nerz       | John Degenkolb      | Julian Kern         |
| 2010 | John Degenkolb     | Michel Koch         | Martin Gründer      |
| 2011 | Fabian Schnaidt    | Ralf Matzka         | Rüdiger Selig       |
| 2012 | Rick Zabel         | Nikodemus Holler    | Michel Koch         |
| 2013 | Silvio Herklotz    | Maximilian Werda    | Raphael Freienstein |
| 2014 | Max Walscheid      | Phil Bauhaus        | Erik Bothe          |
| 2015 | Nils Politt        | Moritz Backofen     | Nico Denz           |
| 2016 | Pascal Ackermann   | Konrad Geßner       | Willi Willwohl      |
| 2017 | Max Kanter         | Simon Laib          | Christian Koch      |
| 2018 | Max Kanter         | Jonas Rutsch        | Aaron Grosser       |
| 2019 | Leon Heinschke     | Johannes Adamietz   | Henrik Pakalski     |
| 2021 | Kim Heiduk         | Michel Hessmann     | Jakob Geßner        |

## Palmarès femení
| Any  | Primer                | Segon                       | Tercer                |
| 1968 | Monika Maklas         | Uschi Burger                | Gisela Nagel          |
| 1970 | Ingrid Weigel-Person  | Uschi Burger                | Doris Matwew          |
| 1971 | Ingrid Weigel-Person  | Doris Matwew                | Gisela Roehl          |
| 1973 | Gisela Röhl           | Ingrid Weigel-Person        | Doris Matwew          |
| 1974 | Gisela Röhl           | Renate Schabbel             | Gisela Nagel          |
| 1975 | Ingrid Weigel-Person  | Gisela Roehl                | Ingrid Hellfrisch     |
| 1976 | Marianne Stuwe        | Uta Rathmann                | Gisela Roehl          |
| 1977 | Beate Habetz          | Marianne Stuwe              | Uta Rathmann          |
| 1978 | Beate Habetz          | Uta Rathmann                | Marianne Stuwe        |
| 1979 | Beate Habetz          | Marianne Stuwe              | Uta Rathmann          |
| 1980 | Beate Habetz          | Gabi Habetz                 | Claudia Kaul          |
| 1981 | Gabi Habetz           | Marianne Stuwe              | Beate Habetz          |
| 1982 | Beate Habetz          | Claudia Kaul                | Claudia Lommatzsch    |
| 1983 | Beate Habetz          | Gabi Altweck                | Birgit Strecke        |
| 1984 | Sandra Schumacher     | Ines Varenkamp              | Gaby Prieler-Altweck  |
| 1985 | Sandra Schumacher     | Ute Enzenauer               | Monika Diebel         |
| 1986 | Ute Enzenauer         | Angelika Darsch             | Birgit Förstl         |
| 1987 | Ute Enzenauer         | Jutta Niehaus               | Andrea Schütze        |
| 1988 | Ines Varenkamp        | Jutta Niehaus               | Viola Paulitz         |
| 1989 | Viola Paulitz         | Jutta Niehaus               | Petra Koch            |
| 1990 | Heidi Metzger         | Jutta Niehaus               | Petra Rossner         |
| 1991 | Heidi Metzger         | Andrea Vranken-Schütze      | Gaby Prieler-Altweck  |
| 1992 | Viola Paulitz-Mueller | Silvia Lamparter            | Monika Diebel         |
| 1993 | Claudia Lehmann       | Ina-Yoko Teutenberg         | Sybille Lamparter     |
| 1994 | Regina Schleicher     | Claudia Lehmann             | Elena Unruh           |
| 1995 | Hanka Kupfernagel     | Vera Hohlfeld               | Ina-Yoko Teutenberg   |
| 1996 | Viola Paulitz-Mueller | Vera Hohlfeld               | Petra Rossner         |
| 1997 | Hanka Kupfernagel     | Vera Hohlfeld               | Judith Arndt          |
| 1998 | Hanka Kupfernagel     | Judith Arndt                | Sandra Missbach       |
| 1999 | Hanka Kupfernagel     | Petra Rossner               | Kerstin Scheitle      |
| 2000 | Hanka Kupfernagel     | Kerstin Scheitle            | Tanja Hennes-Schmidt  |
| 2001 | Petra Rossner         | Hanka Kupfernagel           | Judith Arndt          |
| 2002 | Judith Arndt          | Petra Rossner               | Regina Schleicher     |
| 2003 | Trixi Worrack         | Christiane Soeder           | Tina Liebig           |
| 2004 | Petra Rossner         | Regina Schleicher           | Angela Hennig-Brodtka |
| 2005 | Regina Schleicher     | Tanja Hennes-Schmidt        | Angela Hennig-Brodtka |
| 2006 | Claudia Häusler       | Theresa Senff               | Tina Liebig           |
| 2007 | Luise Keller          | Claudia Häusler             | Angela Hennig-Brodtka |
| 2008 | Luise Keller          | Eva Lutz                    | Tina Liebig           |
| 2009 | Ina-Yoko Teutenberg   | Marlen Jöhrend              | Regina Schleicher     |
| 2010 | Charlotte Becker      | Judith Arndt                | Trixi Worrack         |
| 2011 | Ina-Yoko Teutenberg   | Judith Arndt                | Hanka Kupfernagel     |
| 2012 | Judith Arndt          | Charlotte Becker            | Trixi Worrack         |
| 2013 | Trixi Worrack         | Elke Gebhardt               | Romi Kasper           |
| 2014 | Lisa Brennauer        | Trixi Worrack               | Martina Zwick         |
| 2015 | Trixi Worrack         | Claudia Lichtenberg-Häusler | Lisa Brennauer        |
| 2016 | Mieke Kröger          | Lisa Brennauer              | Jenny Hofmann         |
| 2017 | Lisa Klein            | Lisa Brennauer              | Charlotte Becker      |
| 2018 | Liane Lippert         | Christa Riffel              | Corinna Lechner       |
| 2019 | Lisa Brennauer        | Lisa Klein                  | Liane Lippert         |
| 2020 | Lisa Brennauer        | Charlotte Becker            | Tanja Erath           |
| 2021 | Lisa Brennauer        | Liane Lippert               | Ricarda Bauernfeind   |
| 2022 | Liane Lippert         | Ricarda Bauernfeind         | Nadine Gill           |
| 2023 | Liane Lippert         | Kathrin Hammes              | Romy Kasper           |
| 2024 | Franziska Koch        | Liane Lippert               | Antonia Niedermaier   |
| 2025 | Franziska Koch        | Antonia Niedermaier         | Rosa Maria Klöser     |

- (1) Christiane Soeder es va nacionalitzar austríaca el 2003.